# Grande Terre (Ilhas Kerguelen)
Grande Terre é a maior das ilhas Kerguelen, uma das Terras Austrais e Antárticas Francesas. Grande Terre tem cerca de 150 km de comprimento (este-oeste) e 120 km de largura (norte-sul). Com 6675 km² de área, é a terceira maior ilha francesa, após a Grande Terre da Nova Caledónia, e a Córsega. Ocupa 90% da área total das ilhas Kerguelen.
O seu ponto mais alto é o monte Ross, um estratovulcão que atinge os 1850 m de altitude. Foi descoberta em 1772 e é onde fica a base científica do arquipélago, Port-aux-Français. Como todos os habitantes são cientistas que passam temporadas na base e não estão em permanência, a ilha é considerada desabitada.